# Wippe (Rhedaer Bach)
Die Wippe ist ein etwa 5,5 km langer, linker Nebenfluss des Rhedaer Bachs, in den sie westlich von Harsewinkel mündet, kurz vor dessen Mündung in die Ems.